# Origny-le-Butin
Pour les articles homonymes, voir Origny (homonymie) et Butin.
Origny-le-Butin est une ancienne commune française, située dans le département de l'Orne en région Normandie, peuplée de 88 habitants.

## Géographie
La commune se situe dans la région naturelle du Perche et appartient au nouveau canton de Ceton qui a incorporé depuis 2015 des communes du canton de Bellême.
| La Perrière | La Perrière     | Le Gué-de-la-Chaîne |
| Chemilli    | Origny-le-Butin | Le Gué-de-la-Chaîne |
| Chemilli    | Chemilli        | Vaunoise            |

## Toponymie
Le toponyme d'Origny-le-Butin a la même origine que Origny-le-Roux.

## Histoire
La commune nouvelle de Belforêt-en-Perche voit le jour à la suite du regroupement des communes d'Eperrais, du Gué-de-la-Chaîne, d'Origny-le-Butin, de la Perrière, de Saint-Ouen-de-la-Cour et de Sérigny le 1er janvier 2017. Son chef-lieu se situe au Gué-de-la-Chaîne.

## Politique et administration
| Période                                  | Période   | Identité         | Étiquette | Qualité                           |
| ---------------------------------------- | --------- | ---------------- | --------- | --------------------------------- |
| 1991                                     | mars 2014 | Claude Jousselin | SE        | Exploitant, puis salarié agricole |
| mars 2014                                | En cours  | Hélène Obissier  | SE-LREM   | Conseillère commerciale           |
| Les données manquantes sont à compléter. |           |                  |           |                                   |

Le nombre d'habitants, au dernier recensement, étant compris entre 0 et 99, le nombre de membres du conseil municipal est de 7.

## Démographie
L'évolution du nombre d'habitants est connue à travers les recensements de la population effectués dans la commune depuis 1793. À partir du 1er janvier 2009, les populations légales des communes sont publiées annuellement dans le cadre d'un recensement qui repose désormais sur une collecte d'information annuelle, concernant successivement tous les territoires communaux au cours d'une période de cinq ans. 
Pour les communes de moins de 10 000 habitants, une enquête de recensement portant sur toute la population est réalisée tous les cinq ans, les populations légales des années intermédiaires étant quant à elles estimées par interpolation ou extrapolation. Pour la commune, le premier recensement exhaustif entrant dans le cadre du nouveau dispositif a été réalisé en 2008,.
En 2021, la commune comptait 88 habitants, en évolution de −12 % par rapport à 2015 (Orne : −1,53 %, France hors Mayotte : +2,49 %).
| 1793 | 1800 | 1806 | 1821 | 1836 | 1841 | 1846 | 1851 | 1856 |
| ---- | ---- | ---- | ---- | ---- | ---- | ---- | ---- | ---- |
| 424  | 430  | 495  | 498  | 512  | 501  | 485  | 464  | 449  |

| 1861 | 1866 | 1872 | 1876 | 1881 | 1886 | 1891 | 1896 | 1901 |
| ---- | ---- | ---- | ---- | ---- | ---- | ---- | ---- | ---- |
| 445  | 426  | 388  | 331  | 320  | 280  | 245  | 218  | 205  |

| 1906 | 1911 | 1921 | 1926 | 1931 | 1936 | 1946 | 1954 | 1962 |
| ---- | ---- | ---- | ---- | ---- | ---- | ---- | ---- | ---- |
| 190  | 199  | 160  | 154  | 141  | 159  | 144  | 167  | 136  |

| 1968 | 1975 | 1982 | 1990 | 1999 | 2008 | 2013 | 2018 | 2020 |
| ---- | ---- | ---- | ---- | ---- | ---- | ---- | ---- | ---- |
| 131  | 113  | 110  | 96   | 100  | 116  | 99   | 96   | 89   |

## Lieux et monuments
- Église Saint-Germain du XVIe siècle.
- Manoir de la Brumansière (XVIe siècle).
- Forêt de Bellême au nord du territoire.

## Personnalités liées à la commune
La commune d'Origny-le-Butin fut celle où vécut Louis-François Pinagot (1798-1876), dont la tentative de « biographie impossible » a été réalisée par Alain Corbin, Le monde retrouvé de Louis-François Pinagot. Le livre, moins qu'une biographie, est avant tout l'histoire d'un village du Perche au XIXe siècle.